# Manny Ramjohn Stadium
Das Manny Ramjohn Stadium ist ein Stadion mit einer Leichtathletikanlage in Marabella im Inselstaat Trinidad und Tobago. Das im Jahre 2001 erbaute Stadion hat eine Kapazität von 10.000 Sitzplätzen.

## Geschichte
Das Manny Ramjohn Stadium wurde im Jahr 2000 mit einer Kapazität von 10.000 Plätzen für die U-17-Fußball-Weltmeisterschaft 2001 errichtet. Namensgeber ist der Leichtathlet Manny Ramjohn, der bei den Zentralamerika- und Karibikspielen 1946 eine Goldmedaille gewann. Das Stadion besteht aus den beiden Tribünenrängen längs des Spielfeldes. Ein Teil der Haupttribüne ist mit einer Zeltdachkonstruktion überdacht. 2010 war das Manny Ramjohn Stadium einer der Austragungsorte der U-17-Fußball-Weltmeisterschaft der Frauen. Das Manny Ramjohn Stadium ist die Heimspielstätte der Fußballvereine FC South End, Ma Pau SC, Police FC und W Connection.
Stand 2022 war das Stadion in einem schlechten Zustand; insbesondere die Laufbahnen, die Tribünen und die Beleuchtungsanlage waren renovierungsbedürftig.